# Çaykara

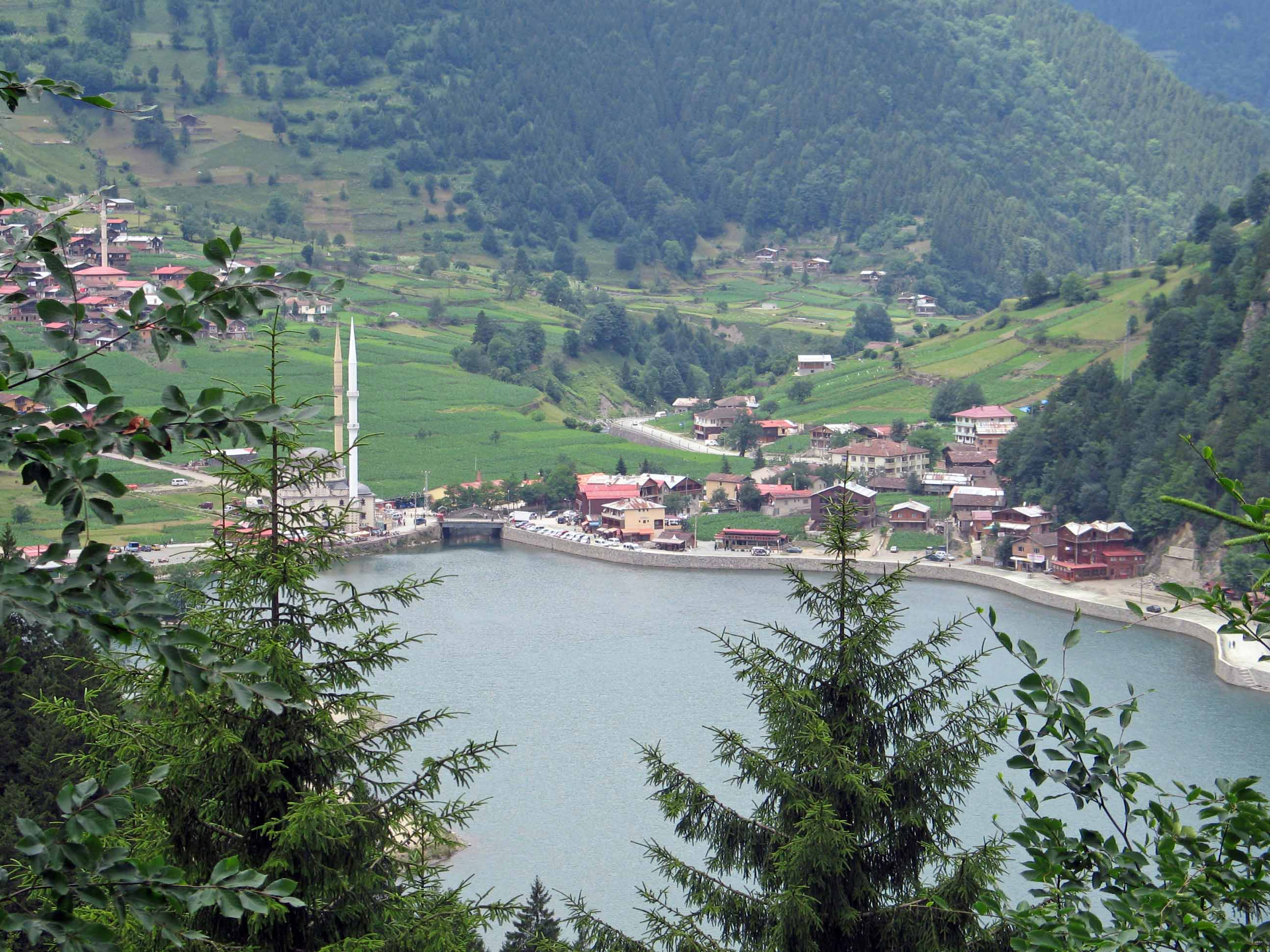
Uzungöl

Çaykara ist eine türkische Stadt im gleichnamigen Ilçe (Landkreis) der Provinz Trabzon und gleichzeitig eine Gemeinde der 2012 geschaffenen Büyükşehir belediyesi Trabzon (Großstadtgemeinde/Metropolprovinz Trabzon). Seit der Gebietsreform 2013 ist die Gemeinde flächen- und einwohnermäßig identisch mit dem Landkreis.
Çaykara grenzt im Südwesten an die Provinz  Gümüşhane, im Süden an die Provinz  Bayburt und im Südosten an die Provinz  Rize. Eine der Hauptsehenswürdigkeiten Çaykaras ist der See Uzungöl. Der Fluss Solaklı Çayı durchfließt den Landkreis in nördlicher Richtung.
(Bis) Ende 2012 bestand der 1948 (aus dem Kreis Of abgespaltene und neu) gebildete Landkreis neben der Kreisstadt aus den vier Stadtgemeinden (Belediye) Ataköy, Karaçam, Taşkıran und Uzungöl sowie 27 Dörfern (Köy), die während der Verwaltungsreform 2013 in Mahalle (Stadtviertel, Ortsteile) überführt wurden. Den Mahalle steht ein Muhtar als oberster Beamter vor. Ende 2020 lebten durchschnittlich 434 Menschen in jedem dieser 32 Mahalle, 1.653 Einw. im bevölkerungsreichsten (Işıklı).

## Persönlichkeiten
- Yeşim Ustaoğlu (* 1960), Regisseurin